# Colostethus ramirezi
Colostethus ramirezi — вид жаб родини дереволазових (Dendrobatidae).

## Поширення
Ендемік Колумбії. Відомий лише у типовому місцезнаходженні — гірський тропічний ліс поблизу міста Уррао у департаменті Антіокія.